# ميخائيل إم. ديفيس
ميخائيل إم. ديفيس هو سياسي أمريكي، ولد في 1879، وتوفي في 1971.